# Mengusovce
Mengusovce este o comună slovacă, aflată în districtul Poprad din regiunea Prešov. Localitatea se află la altitudinea de 807 m deasupra n.m., se întinde pe o suprafață de 8,94 km2 și în 2017 număra 685 de locuitori. Se învecinează cu Batizovce și Lučivná.

## Istoric
Localitatea Mengusovce este atestată documentar din 1398.

## Demografie
| An:                | 1994 | 2004   | 2014   | 2024   |
| ------------------ | ---- | ------ | ------ | ------ |
| Număr de persoane: | 566  | 607    | 665    | 682    |
| Diferență:         |      | +7,24% | +9,55% | +2,55% |

| An:                | 2023 | 2024   |
| ------------------ | ---- | ------ |
| Număr de persoane: | 669  | 682    |
| Diferență:         |      | +1,94% |